# Neaspis villosa
Neaspis villosa is een keversoort uit de familie schorsknaagkevers (Trogossitidae). De wetenschappelijke naam van de soort werd in 1872 gepubliceerd door Francis Polkinghorne Pascoe.